# Agriotypus masneri
Agriotypus masneri là một loài tò vò trong họ Ichneumonidae.